# Nokturn (malarstwo)

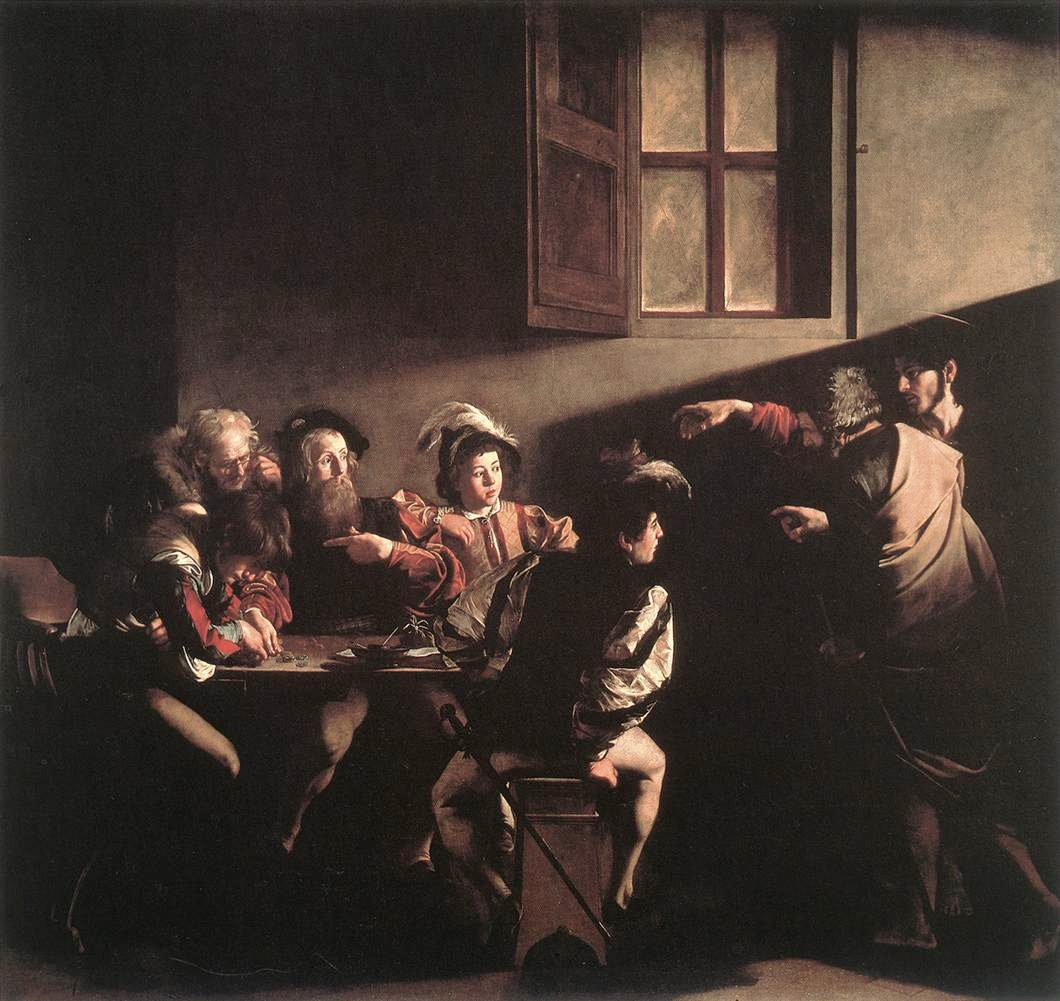
Caravaggio, Powołanie świętego Mateusza, 1599

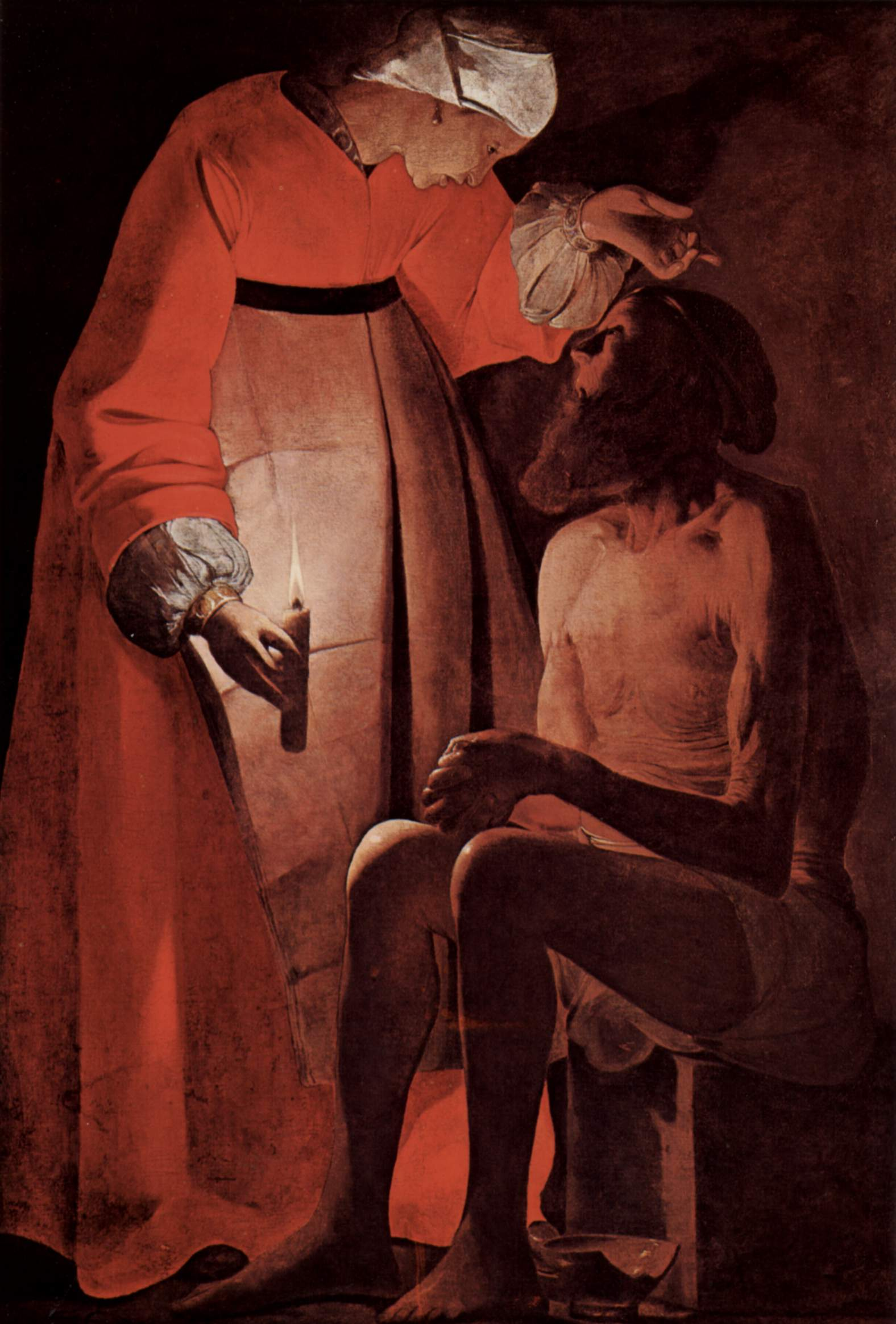
Georges de La Tour, Hiob wyszydzany przez żonę, ok. 1625-1650

Nokturn (z łac. nocturnus – nocny, od nox, noctis – noc) – obraz przedstawiający scenę nocną, zwłaszcza w przyrodzie.

## Przed impresjonizmem
Średniowiecze i renesans właściwie nie znały nokturnu, który trudno było umieścić w ówczesnym nurcie malarstwa religijnego. Pierwszym twórcą znanym z obrazów nocnych był Caravaggio, który spopularyzował w Europie malarstwo wysokiego kontrastu, np. Powołanie świętego Mateusza z 1599 roku. Na wspomnianym obrazie panuje półmrok, rozświetlany pasmem ukośnego światła. Nie jest to nokturn sensu stricto, ponieważ pojęcie to odnoszone jest zwykle do pejzaży. Caravaggio spopularyzował jednak noc. To właśnie uczniowie Caravaggia są twórcami tzw. maniera tenebrosa, stylu akcentującego ciemność i silne kontrasty świetlne (w tym stylu tworzył np. José de Ribera).
Wpływów Caravaggia dopatruje się u francuskiego malarza Georges’a de La Toura (1593-1652), którego „hiperrealistyczne”, ale też symboliczne studia nocnych scen dalece wykraczają poza kanony epoki, w której tworzył. Charakterystyczne dla La Toura są nocne, kameralne sceny rodzajowe, najczęściej oświetlone pojedynczą świecą, której specyficzny, falujący płomień i pióropusz dymu są znakiem rozpoznawczym malarza. Owe nokturny należą przez swoją domową atmosferę do rzadkiej kategorii „nokturnów ciepłych”. O ile wspomniani w tym artykule malarze nokturnów malowali zwykle noc niespokojną (Caravaggio), dramatyczną (Goya) lub chłodną (Whistler), o tyle de la Tour tworzył przedstawienia bezpiecznej, spokojnej ciemności.
Barok i rokoko to epoki światłości, a do tematu nocy sięgali podówczas głównie mniej znani pejzażyści oraz niektórzy malarze z Niderlandów, np. Rembrandt, autor Straży nocnej (1642). W istocie jednak płótno było źle konserwowane i przybrało swój ciemny koloryt już po śmierci autora. W XX wieku po konserwacji przemianowano je pospiesznie na Wymarsz strzelców, gdy okazało się, że scena odbywa się w pełni dnia. Podejrzenia były jednak uprawnione – Rembrandt lubował się w scenach nocnych, podobnie zresztą jak bliski mu Frans Hals.

Nokturn w pełni tego słowa pojawił się w romantyzmie. Malarze w tym okresie uwielbiali niedoświetlenie i noc, które utożsamiali z siedliskiem uczuć i nieznanego. Zwrócili się też ku przyrodzie. Caspar David Friedrich jest autorem wielu nokturnów, m.in. Drzew w świetle księżyca oraz Il Tramonto z ok. 1830 roku. 

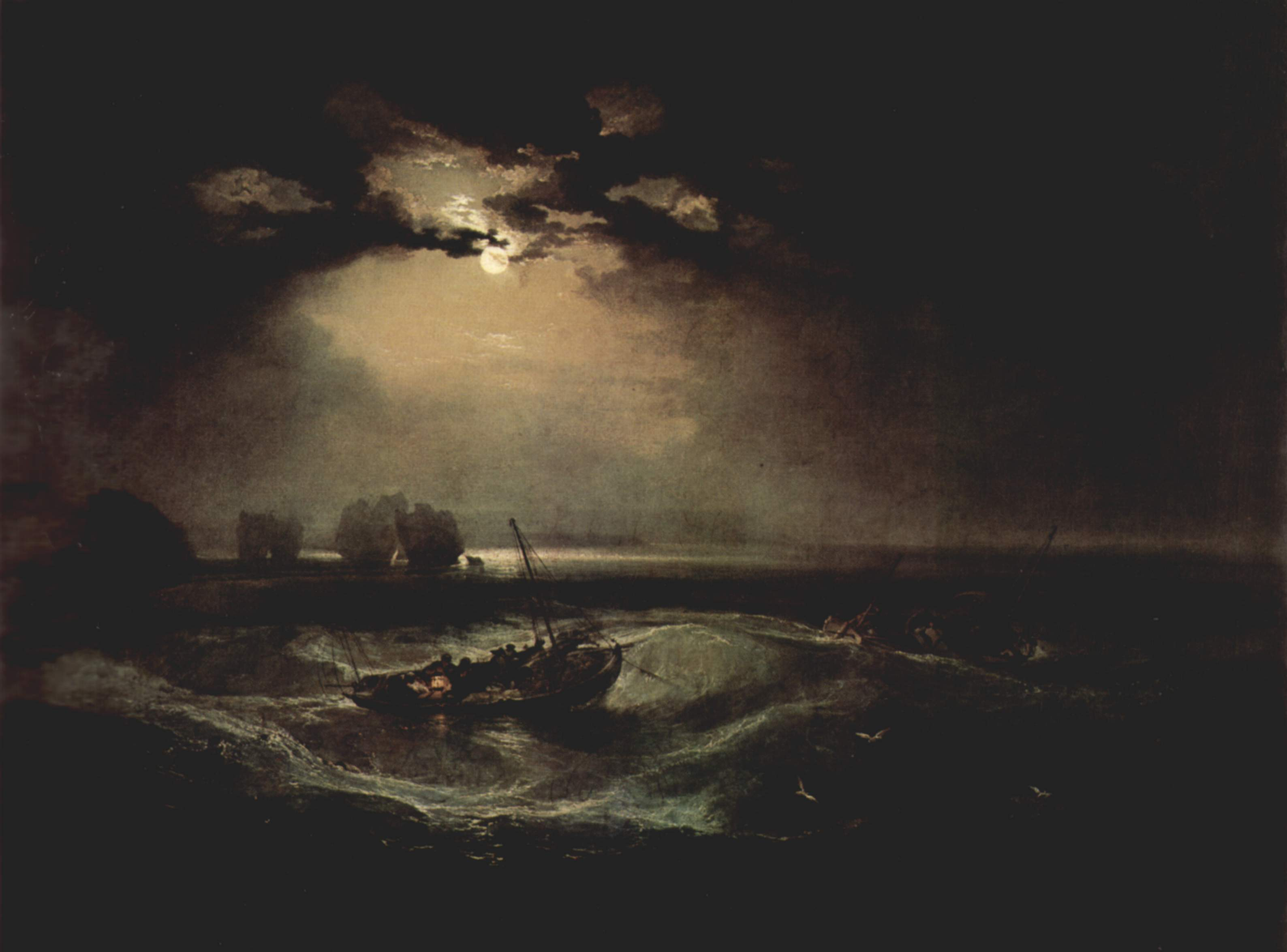
William Turner, Rybacy na morzu, 1796

Francisco Goya również często malował noc. Namalowane pod koniec życia monumentalne malowidła olejne w Domu Głuchego (Quinta del Sordo) są niemal bez wyjątku scenami nocnymi. Sceny te są ekspresjonistycznymi i przerażającymi wizjami chorego i samotnego człowieka. 
W historii nokturnu szczególne miejsce zajmuje inny romantyk, William Turner – uważany przez wielu za ojca impresjonizmu. Choć jego poetycko rozmazane obrazy „dzieją się” przede wszystkim za dnia, jest on autorem kilku subtelnych nokturnów, m.in. wczesnych Rybaków na morzu (1796) i późniejszego Zamku w Alnwick, Northumberland.
Wymienianie wszystkich scen nocnych w malarstwie XIX wieku nie miałoby końca (celowali w tym np. niektórzy Barbizończycy), a i tak najważniejszy dla dziejów nokturnu miał się okazać impresjonizm.

## Impresjonizm
Impresjonizm był kamieniem milowym dla pejzażu, w tym również dla jego nocnej odmiany. Właśnie impresjoniści zwrócili uwagę na istotność chwilowego stanu atmosfery. Claude Monet w swojej serii Katedra w Rouen (1892-1895) poświęcił wiele płócien „nocnej twarzy” wspomnianej katedry. Camille Pissarro namalował w 1897 roku Montmartre nocą – studium nocnego oświetlenia. W gruncie rzeczy każdy impresjonista stworzył przynajmniej kilka nokturnów, tym jednak, który został „królem nokturnu” jest Amerykanin James Abbott McNeill Whistler.

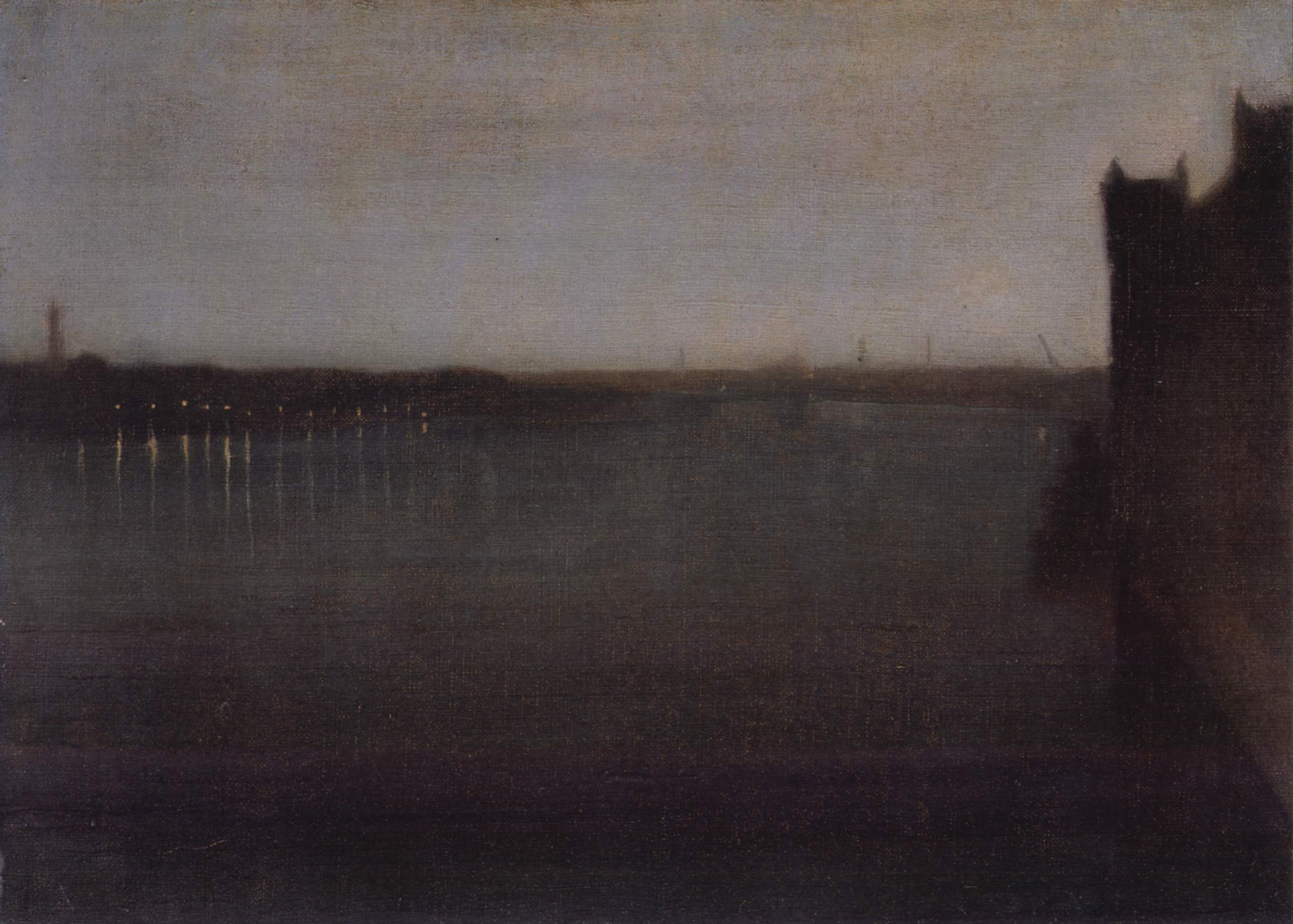
James Abbot McNeill Whistler, Nokturn: szarość i złoto – Most Westminsterski, ok. 1871-1874

Whistler poświęcił większość swojego dojrzałego malarskiego życia na studium kolorów w naturze. Tytuły jego obrazów to np. Błękit i czerń, Szarość i srebro (czasem tłumaczone na przymiotniki, jako Błękitny i czarny itd.) lub Harmonia w błękicie i srebrze. Wiele jego obrazów zatytułowanych jest Nokturn – oczywiście w różnych kolorach. Mamy więc Nokturn w błękicie i zieleni lub Nokturn: szarość i złoto – Most Westminsterski. Whistler nasycał swoje nokturny subtelną paletą pokrewnych kolorów, a obiekty na tych płótnach ulegają nocy, chowają się w cieniach i niedoświetleniach. Whistler zauważył, trochę na przekór naszej wiedzy na temat czopków i pręcików, że o zmroku wciąż otacza nas kolor, roztapiający się stopniowo w szarości. Stąd też Most Westminsterski na wspomnianym obrazie, podobnie np. jak parowóz u Turnera, traci swój kształt i zostaje pochłonięty przez nocne gry szarości i złota.
Właśnie impresjonizm ugruntował dwa podstawowe sposoby potraktowania nokturnu:
- z punktu widzenia ciemności – z podkreśleniem jednolitego tonu (np. Whistler i Monet),
- z punktu widzenia światłości – z podkreśleniem gry nielicznych świateł (np. Pissarro).

## Po impresjonizmie

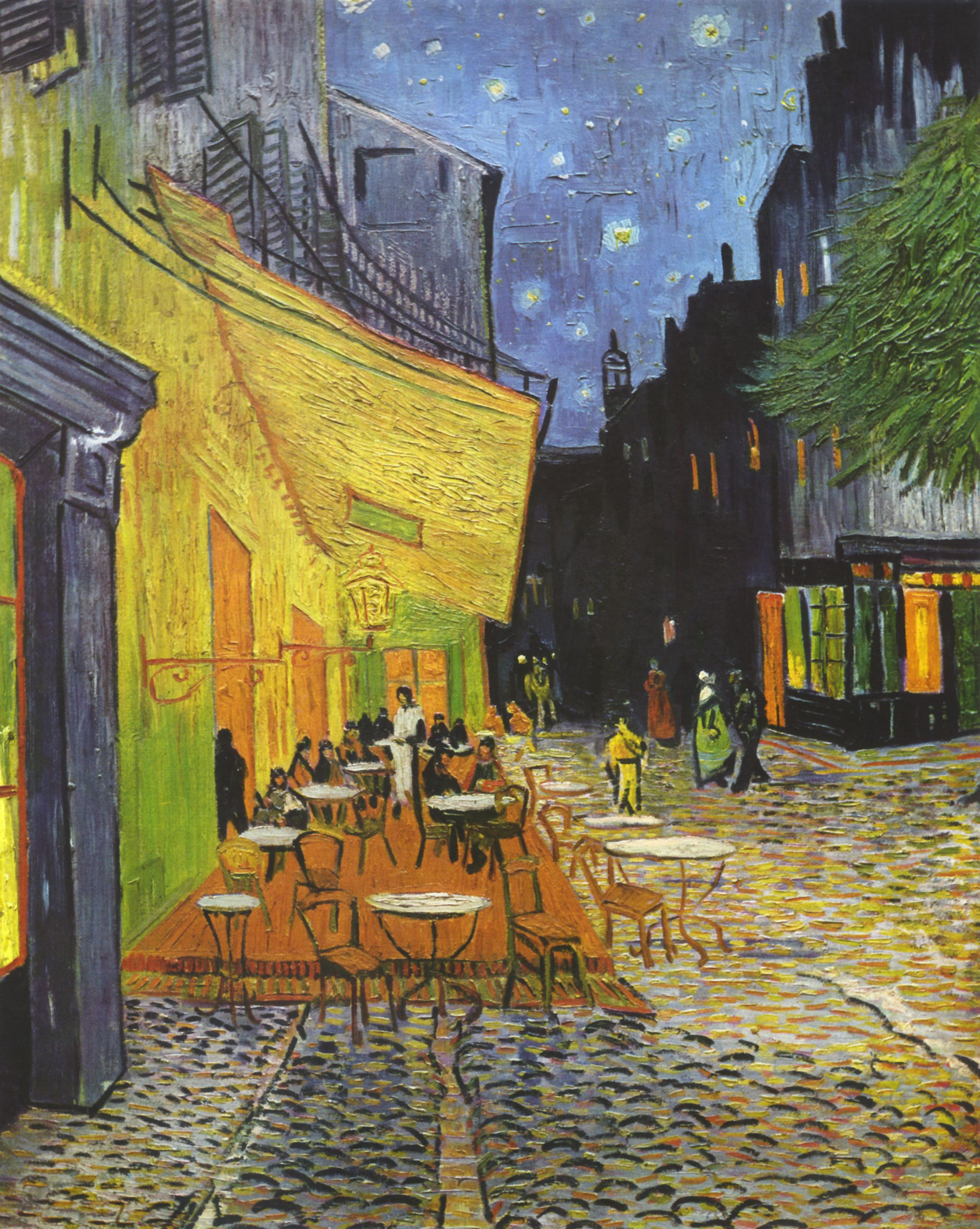
Vincent van Gogh, Taras kawiarni w nocy, 1888

Efemeryczny nurt we francuskim malarstwie przełomu XIX i XX wieku, tzw. Bande noire, wyrażał się w surowych, często wieczornych i nocnych scenach z życia mieszkańców Bretanii. Charles Cottet namalował m.in. tryptyk W kraju morza, którego środkowa część – Pożegnanie – jest taką właśnie sceną rodzajową, utrzymaną w ciemnej i ziemistej palecie. Nie jest to jednak w żadnej mierze dziecko impresjonizmu, raczej courbetowskiego realizmu.
Nocne obrazy wyszły także spod pędzla Van Gogha, m.in. Taras kawiarni w nocy (1888) lub Gwiaździsta noc (1889). Van Gogh wyrażał noc przede wszystkim poprzez światło, a paleta tych obrazów jest żywa.